# اونی (بازی ویدئویی)
اونی (انگلیسی: Oni) یک بازی ویدئویی اکشن سوم شخص است که توسط بانجی وست، یکی از بخش‌های بانجی، توسعه داده شد. این بازی که در سال ۲۰۰۱ منتشر شد، تنها بازی بانجی وست بود.